# Kitsuki
Kitsuki (杵築市 Kitsuki-shi?) es una ciudad localizada en prefectura de Oita, Japón. Al 1 de marzo de 2017, la ciudad tiene una población estimada de 29,661 y una densidad de población de 114.00 personas por km². El área total es de 280.03 km².